# Кишкиль
Кишкиль (Белый Кишкиль) — река в Кировской области России, левый приток Вятки (бассейн Волги). Устье реки находится в 448 км по левому берегу реки Вятки. Длина реки составляет 67 км. Площадь водосборного бассейна — 544 км².
Исток реки находится южнее села Монастырщина (Пустошенское сельское поселение). В верховьях до слияния с рекой Чёрный Кишкиль называется также Белый Кишкиль. Река течёт на юг по глухому ненаселённому лесу, протекает несколько заброшенных деревень. Впадает в Вятку ниже села Сорвижи, центра Сорвижского сельского поселения. Высота устья — 82,0 м над уровнем моря.

## Притоки (км от устья)
- Чернушка Лесная (пр)
- Чернушка Луговая (лв)
- Лемешка (лв)
- Андура (28 км, пр)
- Песчанка (лв)
- Потанка (33 км, лв, в водном реестре — река без названия)
- Косина (36 км, лв)
- Берёзовка (пр)
- Дымна (лв)
- Чёрный Кишкиль (53 км, лв)
- Дресвянка (лв)

## Данные водного реестра
По данным государственного водного реестра России относится к Камскому бассейновому округу, водохозяйственный участок реки — Вятка от города Котельнич до водомерного поста посёлка городского типа Аркуль, речной подбассейн реки — Вятка. Речной бассейн реки — Кама.
Код объекта в государственном водном реестре — 10010300412111100036214.